# شاهر المومني
شاهر المومني أكاديمي أردني وعميد كلية العلوم في الجامعة الأردنية. من أكثر العلماء تأثيرا واستشهادا بأبحاثهم بحسب تصنيف تومسون رويترز، ومرشح رسميا للفوز بجائزة نوبل للفيزياء النظرية عام 2016.

## حياته الشخصية
ولد شاهر المومني في بلدة عبين في محافظة عجلون في 10 أيار من عام 1962. عانى من صعوبات في بداية حياته بسبب وفاة والده وهو في مقتبل العمر. متزوج ولديه بنتان وولدان.

## حياته الأكاديمية
في عام 1984 حصل المومني على بكالوريوس الرياضيات من جامعة اليرموك. وحصل الدكتوراه من جامعة ويلز البريطانية عام 1991.
عمل أستاذا جامعيا في العديد من الصروح الأكاديمية مثل جامعة مؤتة (1991-2000, 2004-2006, 2007-2009) وجامعة اليرموك (2000-2001) وجامعة الإمارات (2001-2004) وجامعة قطر (2006-2007) بالإضافة إلى الجامعة الأردنية في عام 2009 والتي تولى فيها رئاسة قسم الرياضيات عام 2012 حتى تم تعيينه عميدا لكلية العلوم منذ 2014 وحتى2017
على الرغم من عضويته في العديد من الجمعيات العالمية المرموقة والتي تصل إلى قرابة 27 جمعية، إلا أن الجمعية الرياضية الوحيدة في الأردن لم تقبل عضويته لغاية الآن بحجة القوانين والأنظمة.
نجح في تأسيس المجموعة البحثية الأردنية في مجال الرياضيات والتي تضم علماء من أكثر من 15 دولة والتي تعتبر من أقوى المجموعات البحثية في العالم بمجال الرياضيات، وأنتجت مئات الأبحاث المتميزة المنشورة في مجلات عالمية معروفة.
نشر المومني أكثر من 220 ورقة بحثية في الرياضيات. وتصدّر الباحثين في مجال المعادلات التفاضلية الكسرية منذ عام 2009 وحتى الآن وفق تصنيف تومسون رويترز.
دخل شاهر المومني تصنيف شنغهاي التابع لمؤسسة تومسون رويترز لوهو تصنيف يضم أكثر الباحثين تأثيرا في العالم. وذلك بسبب العدد الكبير للاقتباسات التي حصلت عليها أبحاثه في الوسط العلمي، ويعد أول باحث أردني يدخل هذا التصنيف والثاني عربيا.
تم ترشيحه للفوز بجائزة نوبل للفيزياء النظرية 2016 وهو أول أردني يرشح للفوز بهذه الجائزة.

## جوائز
حصل الدكتور شاهر المومني على العديد من الجوائز المحلية والعالمية ومنها:
- جائزة الباحث المتميز في الأردن لعام 2012.
- جائزة الباحث المتميز في الجامعة الأردنية لعام 2012.
- جائزة الإيسيسكو للعلوم والتكنولوجيا في مجال الرياضيات لعام 2008.
- جائزة سكوبس للعلماء الأردنيين لعام 2009.
- جائزة الباحث المتميز في جامعة مؤتة لعام 2009.
- جائزة أكاديمية العالم الثالث للعلماء الشباب في إيطاليا لعام 2000.
- درع اللجنة الوطنية الأردنية للتربية والثقافة والعلوم لعام 2008.

## وصلات
- صفحة الدكتور شاهر المومني في موقع الجامعة الأردنية
- هذه قصتي - تقرير للجزيرة عن الدكتور شاهر المومني